# Vergara (kommun)
Vergara är en kommun i Colombia.   Den ligger i departementet Cundinamarca, i den centrala delen av landet, 70 km norr om huvudstaden Bogotá. Antalet invånare är 7 730. Arean är 146 kvadratkilometer.
Terrängen i Vergara är kuperad åt nordväst, men åt sydost är den bergig.